# Дубов Михайло Андрійович
Миха́йло Андрі́йович Ду́бов (23 листопада 1958, с. Красносілля Володимирецького району на Рівненщині — †27 січня 1991, Рівне) — український поет.
Після закінчення школи працював у колгоспі, був муляром. Закінчив українське відділення філологічного факультету Рівненського педінституту. Викладав українську мову та літературу в Зеленівській восьмирічній школі Володимирецького району. З 1990 року працював кореспондентом газети «Рівне», очолював обласне літературне об'єднання.
Окремими виданнями вийшли поетичні книги:
- «Сонячний годинник» (1991),
- «Вербниця» (1991),
- «Довіра» (1998).

## Пам'ять
У 2011 на увічнення пам'яті поета Рівненська обласна організація Національної спілки письменників України з метою підтримки творчої молоді оголосила літературний конкурс на здобуття щорічної премії імені Михайла Дубова.
Михайло Дубов посмертно прийнятий до Спілки письменників України.